# غيرولتسهوفن
غرولزهوفن (بالألمانية: Gerolzhofen) هي place with town rights and privileges و بلدة ألمانية تقع في ألمانيا في بافاريا. يقدر عدد سكانها بـ 6,638 نسمة .

## المدن التوأمة
مدينة Mamers هي مدينة توأمة لـغرولزهوفن.

## معرض صور

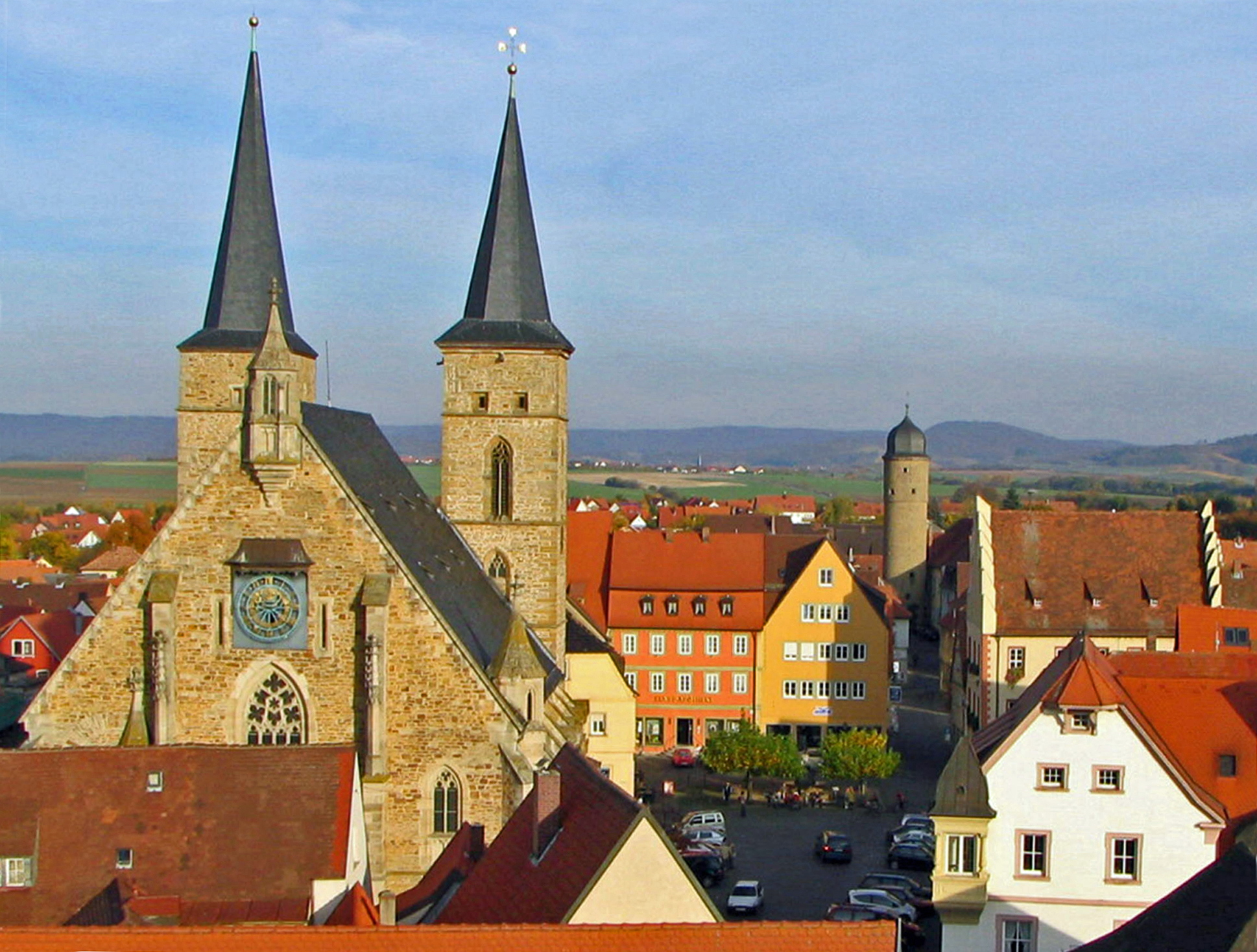
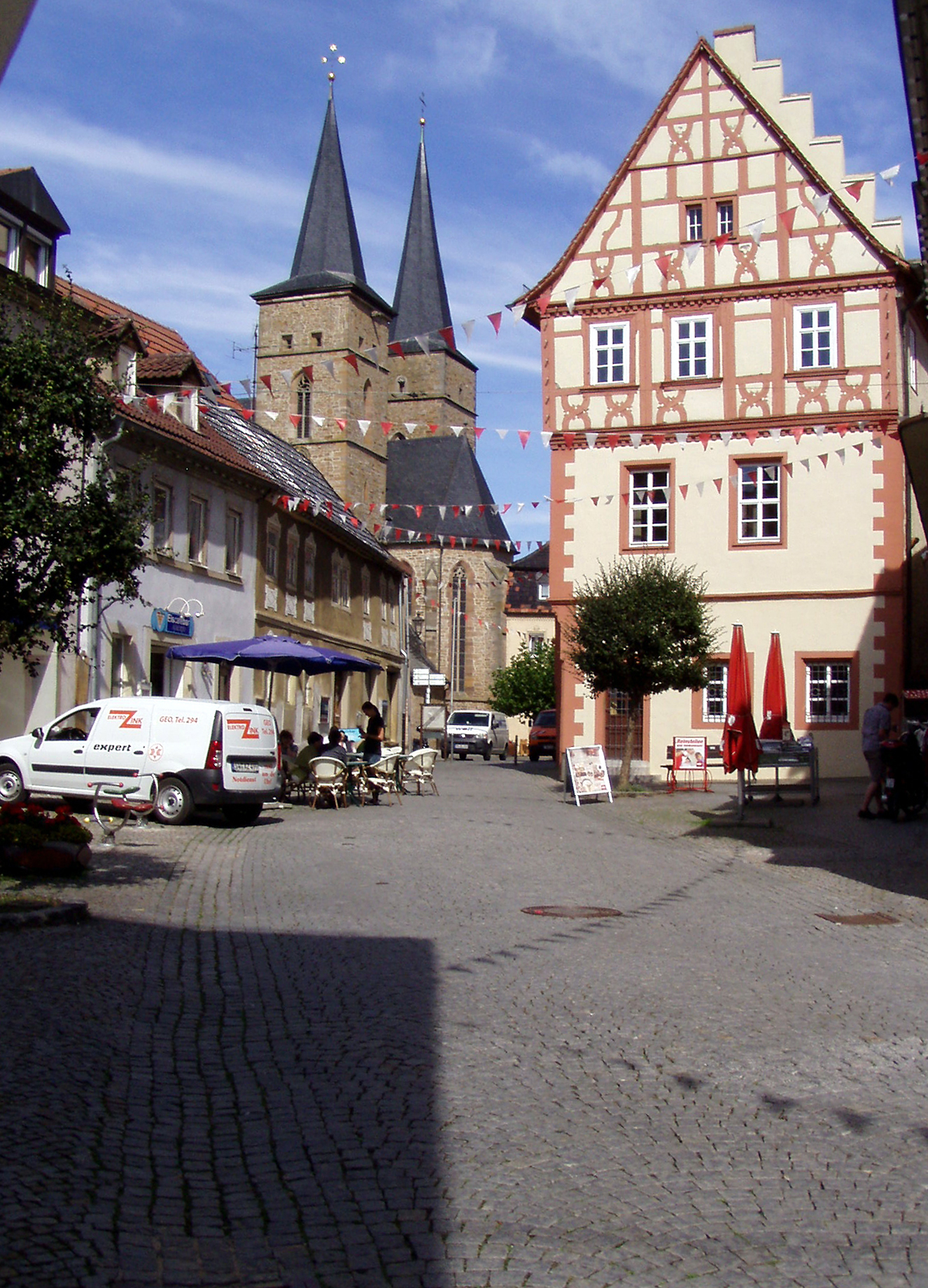
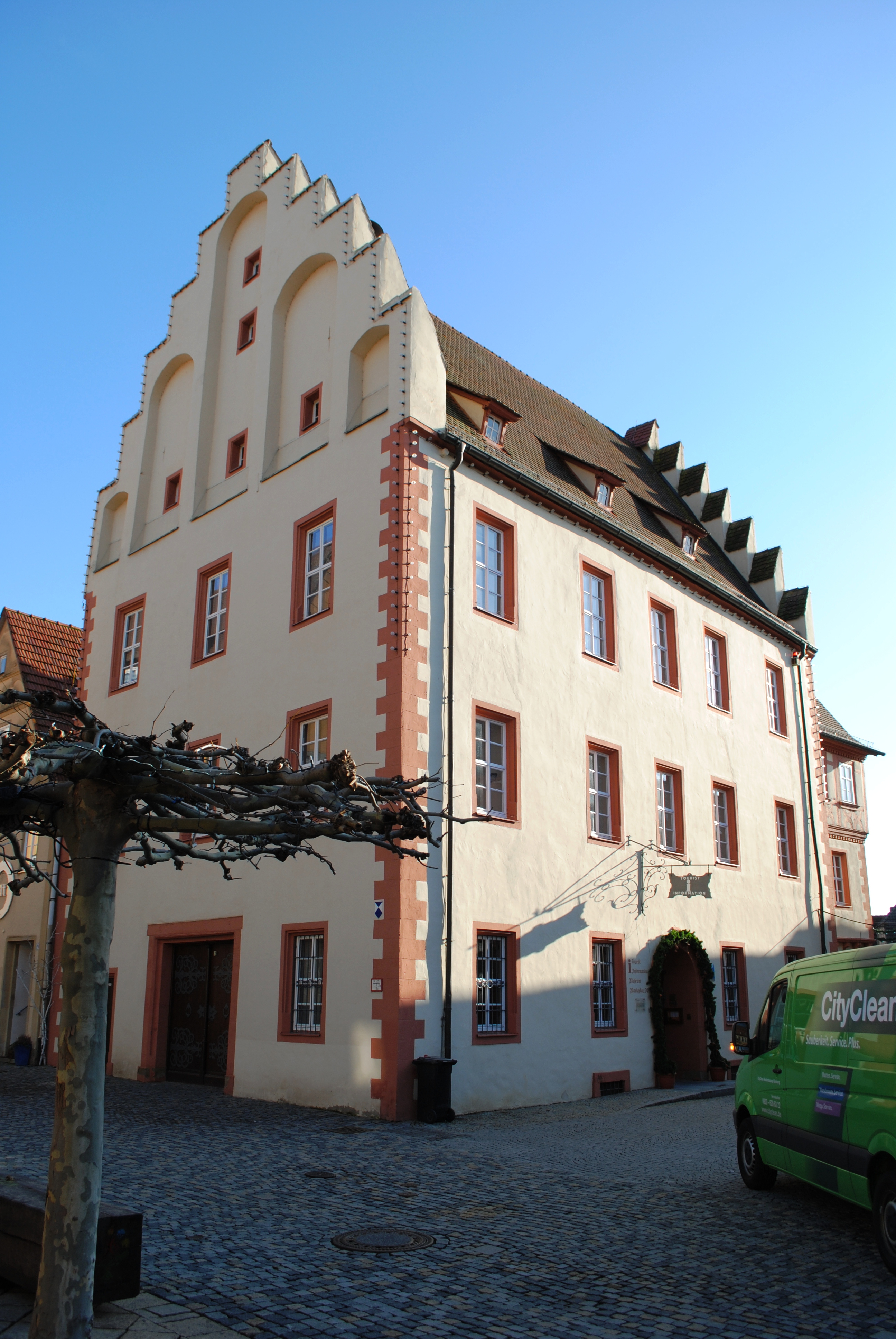

## أعلام
- هينريتش كيتل
- فريدريك كيتل